# 塔德
塔德（英語：Oliver Julian Todd，1880年11月1日—1974年1月13日），美国密西根州科隆人，黄河工程顾问、美国水利专家。1908年毕业于密西根大学土木工程系，1919年退役后受邀到中国，主要从事黄河流域的水利建设，曾参与黄河1921年宫家决口、花园口决堤的堵口工程。

## 生平
1880年11月1日，塔德出生于美国密西根州科隆。
1908年，塔德从密西根大学土木工程系毕业，获理学士学位。1909年至1917年间在旧金山担任现场助理、首席水文测量师和助理工程师，曾在赫奇赫奇供水系统和雙峰隧道工程工作。1917年，加入美国陆军工兵部队，任上尉。
1919年，塔德退役后受中华民国北洋政府邀请到中国参加京杭大运河改善工程，任副总工程师，大运河整治委员会首席助理工程师。1921年7月，黄河在山东利津宫家发生决口，塔德作为美國紅十字會驻山东水灾救济委员会理事长兼总工程师、上海美商亚洲建业公司总工程师到宫家坝查勘。1921年9月，山东华洋义赈委员会成立，塔德是其成员，山东河务局长劳之常兼任该会副会长，与塔德相识，经两人介绍，亚洲建业公司提出承接宫家坝堵口工程。1922年11月，塔德代表亚洲建业公司与山东省政府签署堵口工程承包合同。1923年7月宫家坝堵口工程竣工后，塔德北山东省政府聘任为山东省政府建设厅黄河工程顾问，同年不再担任亚洲建业公司总工程师。1923年至1935年间担任中國華洋義賑教災總會总工程师。
1920年代末，绥远省持续大旱，省政府于1928年秋决定在萨拉齐和托克托两县开挖民生渠引黄灌溉工程。1929年6月，华洋义赈救灾总会与绥远省政府签订《萨拉齐民生渠合同》，重组民生渠工程处，托德任总工程师，被派到工地主持开渠。1931年，民生渠工程大部完成，因原设计欠当及施工质量低劣，加上管理不力，放水后渠道进水不畅，淤积严重，仅灌溉5万余亩，且经常发生决口。1922年时，塔德曾与北平华洋义赈救灾总会总干事梅乐里一同到陕西调查引泾灌溉工程。1930年11月，华洋义赈救灾总会捐助40万元资助的引泾工程开始施工，定名为“泾惠渠”。1931年，塔德作为华洋义赈救灾总会总工程师，与副总工程师安立森到陕西参加渭北水利工程委员会，负责工程建设。泾惠渠工程至1932年5月第一期工程竣工放水，1935年4月全部建成。1933年，塔德被山西省水利工程委员会聘请为技师长兼工程处主任，带领技术人员查勘汾河、沁河、桑干河、滹沱河。1934年10月，塔德再次查勘汾河、黄河后，提出开发壶口瀑布、广胜寺泉、曲沃瀑布、晋祠泉水电计划及龙门扬水灌溉工程计划。1936年，塔德被聘为黄河水利委员会顾问，参加山东鄄城董庄黄河堵口工程。
1935年至1938年间，塔德还曾担任中國華洋義賑教災總會、上海美国顾问委员会（American Advisory Board of Shanghai）、山东政府河务部门（Shantung Government on the Yellow River）和纽约市友好基金会（Friendship Fund of New York City）的顾问工程师。中国抗日战争全面爆发后，塔德于1938年4月返回美国，定居在加利福尼亚州帕洛阿尔托。1940年，与安立森合著《黄河问题》一文。1940年至1942年，担任美国垦务局工程师。1942年至1945年，担任美国陆军工兵部队在亚利桑那州的地区工程师、区域工程师和高级工程师。
日本投降后的1945年至1947年，塔德任联合国善后救济总署中国分署首席工程师兼黄河顾问。1946年1月，塔德到河南郑州参加花园口堵口工程。1946年7月上旬，口门已经完成的119排桥桩被初汛冲毁45排，被迫停工。汛后补打桥桩、架桥抛石，至1947年1月又被冲毁8排桥桩，后改用埽工进占的方法合龙，至3月15日合龙竣工。
1948年，担任美国国会第8选区民主党候选人。1949年，出任中国农村复兴联合委员会农业灌溉工程部主任，后随国民政府迁台，任职至1951年。1973年，出版《我所知道的中国》（The China That I Knew）一书。
1974年1月13日，塔德在加利福尼亚州帕洛阿尔托逝世，享年94岁。

## 家庭
1927年，塔德与洛伊丝·彭德尔顿博士（Dr. Lois Pendelton）结婚。

## 著作
塔德在华前后20多年，主要从事黄河流域的水利建设，出版了不少有关中国著作，包括《在中国20年》（Two Decades in China）、《中国的青铜镜》（Chinese Bronze Mirrors）、《我所知道的中国》（The China That I Knew）和50余篇治黄及水利技术论文。